# Lăzești (gmina Scărișoara)
Lăzești – wieś w Rumunii, w okręgu Alba, w gminie Scărișoara. W 2011 roku liczyła 82 mieszkańców.